# 童貞。をプロデュース
『童貞。をプロデュース』（どうていをプロデュース）は、2007年の日本のドキュメンタリー映画である。松江哲明が監督を務めている。

## キャスト
- 加賀賢三
- 梅澤嘉朗
- 峯田和伸
- カンパニー松尾

## 公開
2007年（平成19年）8月25日、池袋シネマ・ロサでレイト・ショー公開された。当初は2週間限定の公開を予定していたが、3日間で400人以上の動員を記録したことから、上映期間の延長が決定した。同年9月26日時点で、本作の動員は2,500人を超えており、シネマ・ロサでのレイト・ショー作品としての新記録を樹立した。その後、全国の劇場で拡大公開された。2013年（平成25年）3月26日、第5回沖縄国際映画祭で特別上映された。
毎年の夏、池袋シネマ・ロサにおいて本作の定期上映が行われていた。

## 不祥事

### 公開10周年記念舞台挨拶での騒動と出演者への性行為強要の告発
2017年（平成29年）8月25日、公開10周年を記念した上映会の初日舞台挨拶において、出演者の加賀賢三が本作における性行為が強要されたものであったと激しく告発した。本作は当初、8月25日から31日まで上映する予定であったが、この騒動を受け26日以降の上映は中止となった。同月31日、監督の松江哲明と配給会社SPOTTED PRODUCTIONSの社長の直井卓俊は連名で声明を発表、その中で「本作品の撮影は加賀氏の了承の下に行われ強要などない」として、加賀の発言内容を否定した。
舞台挨拶の騒動から二年後の2019年（令和元年）12月5日、ガジェット通信の取材に応じた加賀は、強要が行われた当時の具体的な状況や、その前後に交わされた松江を含む関係者とのやり取りについて詳細を語り、2017年8月31日に松江・直井が連名で発表した声明に対する反論を行った。また本件について「限りなく黒に近いグレーも白とされてしまうし、とんでもない嘘がまかり通ってしまう。そういうことを、『童貞。をプロデュース』で改めて知りました」と述べている。
上記のガジェット通信によるロングインタビューの公開で本件は再度注目を集め、約一週間後の2019年12月13日、配給のSPOTTED PRODUCTIONSのホームページ上にて、監督の松江哲明と配給会社代表の直井卓俊による謝罪文が掲載された。謝罪文で監督の松江は撮影を強引に進めた部分があったことを認めた上で「加賀さんの気持ちを無視して、作品の完成、展開を優先してしまったことを、深く反省しています。申し訳ありませんでした」と綴り直筆で署名、同ページに、配給会社SPOTTED PRODUCTIONS代表の直井卓俊も「上記を受けまして、2017年8月31日に松江監督と本作品の配給である弊社の連名で出した公式声明において、事実と異なる内容を発信してしまっていたことを厳粛に受け止め、心よりお詫び申し上げます。」との文章を掲載し謝罪した。
その後、2019年12月13日に公開した謝罪文は一度SPOTTED PRODUCTIONSのウェブサイト上から削除され、2020年1月21日に株式会社スポッテッドプロダクションズ代表取締役直井卓俊名義で「映画『童貞。をプロデュース』について（配給より経緯報告とお詫び）」との文章が新たに掲載され、謝罪とともに上記声明文の掲載も含め詳しい経緯が説明されている。
2023年6月には性行為の強要を語る出演者のインタビュー動画がYouTube上で公開された。

## 関連文献
- 「童貞。をプロデュース 松江哲明 [監督] インタビュー」『キネマ旬報』2007年9月上旬号、71-72頁。
- “映画『童貞。をプロデュース』上映中止問題 (2017/08)／まとめのまとめ”. Togetter (2017年9月4日). 2023年5月31日閲覧。